# London Fashion Week

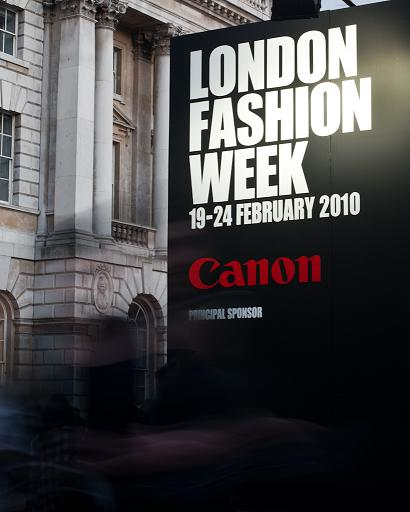
London Fashion Week Februar 2010

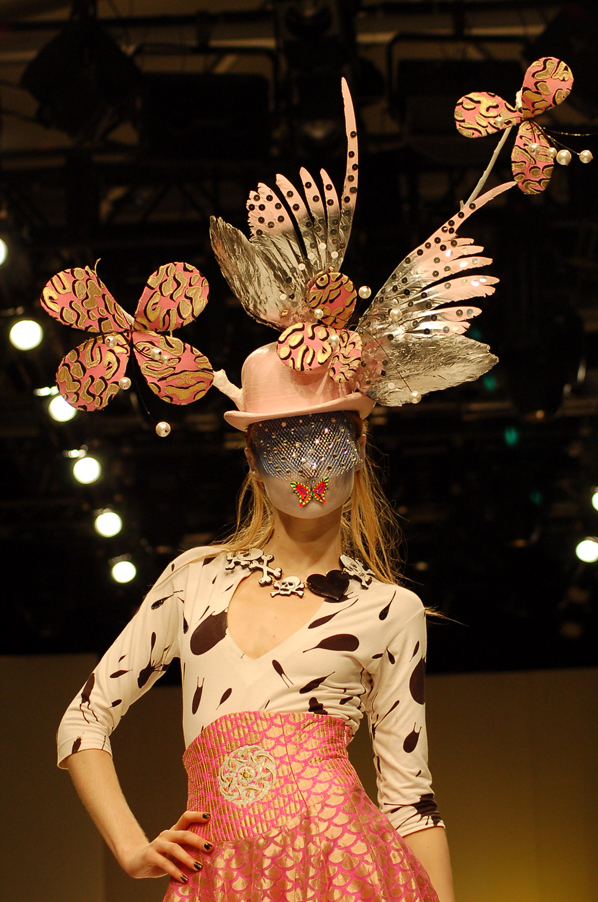
Modenschau von Manish Arora auf der London Fashion Week (Frühjahrskollektion 2007)

Die London Fashion Week ist eine Modemesse in London, die zweimal jährlich im Februar und September veranstaltet wird. Sie ist geladenen Gästen und Mitgliedern der Modeindustrie vorbehalten und gehört zu den Big Four der weltweiten Modewochen, neben der New York Fashion Week, der Milan Fashion Week und der Paris Fashion Week.

## Organisation
Die ersten organisierten Modenschauen in London fanden ab 1975 unter dem Namen London Designers Collection an verschiedenen Standorten innerhalb Londons statt. Die British Designer Show wurde erstmals 1984 durch den 1983 ins Leben gerufenen British Fashion Council (BFC) organisiert und in der Olympia-Ausstellungshalle veranstaltet. Die London Designers Collection ging darin auf. 1984 wurde auch zum ersten Mal der British Fashion Award an die besten Designer des Jahres verliehen. 1991 wurde die Modewoche in  London International Fashion Show und 1993 in London Fashion Week umbenannt. Noch heute bekannte britische Modedesigner dieser Zeit sind Vivienne Westwood, John Galliano, Jasper Conran, Rifat Ozbek oder Katharine Hamnett. Später kamen Designer wie Alexander McQueen, Hussein Chalayan oder Stella McCartney hinzu. Der Brite Paul Smith zeigt seine Damenkollektion beispielsweise erst seit 1998 in London, seine Herrenmode präsentiert er seit jeher bei der Paris Fashion Week.
Ab 1999 war die neu gegründete London Development Agency (LDA) Mitveranstalter der London Fashion Week. Ab 2009 war auch das britische Technologieministerium (Department for Business, Innovation and Skills) involviert. Seit die LDA 2012 aufgelöst wurde, ist der Mayor of London direkter Mitveranstalter. Die Modewoche präsentiert sich Investoren als Handelsveranstaltung mit signifikantem Medienecho. Als größte Sponsoren sind Mercedes-Benz und das internationale Friseurunternehmen Toni&Guy vertreten. Seit 2015 ist der amerikanische Brillen-Händler Sunglass Hut Hauptsponsor. Laut eigener Aussagen wird die Veranstaltung von über 5.000 Presseleuten und Einkäufern besucht und Einkäufe im Wert von geschätzten 40 Mio. Pfund 2007 und 100 Mio. Pfund im Jahr 2010 getätigt. 2012 wurden die London Collections: Women als Forum für Vorkollektionen ins Leben gerufen.
Aktueller Veranstaltungsort für zahlreiche Termine im Rahmen der London Fashion Week ist seit 2009 Somerset House im zentralen London, in dessen Inneren die Hauptausstellung über 150 Designer präsentiert. Hierhin verlegte der BFC 2009 auch seine Zentrale. Im Innenhof wird für die Fashion Week ein großer Pavillon aufgebaut, der die Laufsteg-Shows der Top-Designer beherbergt. Neben den offiziellen gibt es rund um die Fashion Week vielfach inoffizielle Termine, die privat von Mitgliedern der Modebranche organisiert werden und ebenfalls häufig zentral in London stattfinden.
Direkt im Anschluss an die Modewoche gibt es eine Veranstaltung für den Einzelhandel, das London Fashion Weekend. Im Gegensatz zur Fashion Week selbst ist das Weekend öffentlich zugänglich.
Ebenso wie in New York, aber anders als in Paris und Mailand, wurde während der London Fashion Week in der Vergangenheit zeitgleich Herren- und Damenmode präsentiert. In London hatte sich für die Herrenmode über die Jahre der letzte Tag der London Fashion Week etabliert. Ab Sommer 2012 wurde zusätzlich eine eigene Veranstaltung über mehrere Tage extra für Herrenkollektionen organisiert, die London Collections: Men. Diese wurden mit Beginn Januar 2017 in London Fashion Week Men's umbenannt.

## Gesundheitsüberprüfungen der Models
2007 wurde eine Publikation unter dem Titel Model Health Enquiry (etwa Informationsanfrage zur Gesundheit von Models) veröffentlicht. Anhand deren Ergebnisse stellte das BFC einen Aktionsplan für die kommenden zwölf Monate auf, zu dem auch ein Gesundheitscheck für alle an der London Fashion Week teilnehmenden Models gehörte. Damit wollte man in der andauernden Debatte um das Schönheitsideal „Size Zero“ beweisen, dass die Modeindustrie Essstörungen nicht unterstützt und deshalb beispielsweise essgestörte Models nicht auftreten lasse. Das Programm wurde jedoch gleich im Herbst 2008 wieder abgeschafft, da der Gesundheitscheck als zu großer Eingriff in die Privatsphäre wahrgenommen wurde.
Inmitten der Diskussion über zu dünne Models, ist es Designer Mark Fast 2010 schließlich gelungen, ein Zeichen zu setzen, indem er Models mit Kleidergröße 40 in seiner Show laufen ließ.

## Live Video-Streams
Die London Fashion Week war im Frühjahr 2010 die erste der großen Modewochen, die allen ausstellenden Designern mit eigener Show auf dem Catwalk die Möglichkeit anbot, ihre Shows live online zu streamen. Die Streams können auf der offiziellen Webseite verfolgt werden.